# 安慧
安慧（梵名：Sthiramati），生活於公元六世紀，南印度罗罗国人，佛教唯识学派十大论师之一，精通因明（逻辑学），擅长辩论，与那烂陀寺住持护法同时。

## 學說
安慧主张只承认自证分实有，认为见分与相分“情有理无”，所以被称为“一分家”。

## 著作
古漢譯其主要著述有：《大乘广五蕴论》、《大乘阿毗达摩杂集论》，和選譯的《大乘中观论释》、《倶舍实义释》。現代有從梵文翻譯的《唯识三十颂释论》。

## 評價
方東美稱安慧一系，為唯智學派。